# Nanorana taihangnica
Nanorana taihangnica é uma espécie de anfíbio anuro da família Ranidae.
É endémica da China.
Os seus habitats naturais são: rios.